# 46 Polowe Warsztaty Lotnicze
46 Polowe Warsztaty Lotnicze – jednostka logistyczna Wojsk Lotniczych i Obrony Powietrznej.

## Odznaka pamiątkowa
Odznakę stanowi krzyż równoramienny o rozszerzających się do środka białych ramionach o wymiarach 40x39 mm. Krzyż nałożony jest na srebrzystą sylwetkę samolotu odrzutowego widzianego z góry. W centrum odznaki okrągła tarcza z biało-czerwoną emaliowaną, szachownicą na niebieskim tle. Dookoła tarczy czarny pierścień w połowie z koła zębatego i w połowie z płatków turbiny. Na ramionach krzyża numer i inicjały 46 PWL. Na dolnym ramieniu 1963.
Odznakę zaprojektował Emilian Kocełak, a wykonana została w pracowni grawerskiej Jarosława Jakubowskiego w Poznaniu.